# Sylvain Gaudreault
Sylvain Gaudreault (sinh ngày 8 tháng 7 năm 1970) là một chính khách và giáo viên người Canada. Ông là thành viên hiện tại của Quốc hội Quebec cho Jonquière tại thành phố Saguenay. Ông đại diện cho Parti Québécois. Vào ngày 6 tháng 5 năm 2016, đảng đoàn đã chọn ông làm quyền lãnh đạo sau khi từ chức của lãnh đạo PQ Pierre Karl Péladeau.

## Tuổi thơ và sự nghiệp
Sinh ra ở Chicoutimi, Quebec, Gaudreault đã đến Université du Québec à Chicoutimi và lấy bằng cử nhân lịch sử. Ông cũng đã nhận bằng cử nhân luật tại Université Laval và được nhận vào Barreau du Québec vào năm 1996. Ông hiện cũng đang có bằng thạc sĩ về can thiệp và nghiên cứu khu vực. Ông làm việc từ năm 2001 với tư cách là giáo viên tại CEGEP de Jonquière và làm việc cho tờ báo Le Quotidien.
Gaudreault đã được bầu tại Jonquière trong bầu cử năm 2007 khi ông đánh bại Bộ trưởng Du lịch Françoir Gauthier. Ông đã phải đối mặt với những tranh cãi trong chiến dịch tranh cử, khi người dẫn chương trình phát thanh Louis Champagne tấn công cả thủ lĩnh Gaudreault và Parti Québécois, André Boisclair vì công khai đồng tính.
Khi PQ thành lập chính phủ vào năm 2012, Gaudreault vào Nội các với tư cách là Bộ trưởng Bộ Giao thông vận tải và Bộ trưởng Bộ Nội vụ, một trong hai bộ trưởng LGBT.  Trong khi thời gian hoạt động trong Nội các chỉ kéo dài 19 tháng do thất bại của PQ trong cuộc bầu cử tiếp theo, ông đã tuyên bố kế hoạch mở rộng Tuyến xanh của Montreal Metro đến Anjou và Tuyến Vàng sâu hơn vào Monteregie.  Đồng thời, ông trở thành người chỉ điểm trong kế hoạch của chính phủ nhằm tiếp tục vận chuyển điện công cộng trên khắp Quebec.